# 北極原燈籠魚
北極原燈籠魚（学名：Protomyctophum arcticum）为輻鰭魚綱燈籠魚目灯笼鱼科原燈籠魚屬的其中一種。分布于大西洋北極圈周圍海域，為深海魚類，棲息深度90-1600公尺，體長可達6公分，以甲殼類為食。

## 扩展阅读
維基物種上的相關：北極原燈籠魚